# Présentez armes
Pour plus de détails, voir Fiche technique et Distribution.
Présentez armes (Leathernecking) est un film américain réalisé par Edward F. Cline, sorti en 1930.

## Fiche technique
- Titre original : Leathernecking
- Titre français : Présentez armes
- Réalisation : Edward F. Cline
- Scénario : Alfred Jackson et Jane Murfin d'après la comédie musicale Present Arms de Richard Rodgers, Lorenz Hart et Herbert Fields
- Direction artistique : Max Rée
- Photographie : J. Roy Hunt
- Société de production : RKO Pictures
- Pays d'origine : États-Unis
- Format : Noir et blanc
- Genre : comédie musicale
- Durée : 79 minutes
- Date de sortie : 1930

## Distribution
- Irene Dunne : Delphine Witherspoon
- Ken Murray : Frank
- Louise Fazenda : Hortense
- Ned Sparks : Sparks
- Lilyan Tashman : Edna
- Eddie Foy Jr. : Chick Evans
- Benny Rubin (en) : Stein
- Rita La Roy : la diseuse de bonne aventure
- George Chandler (non crédité)
- Claude King (non crédité)